# N=4 超対称ヤン・ミルズ理論
N=4 超対称ヤン・ミルズ理論(N = 4 supersymmetric Yang–Mills theory)は、弦理論と似た、単純な系を通して素粒子を研究する数学的、物理的モデルであり、共形対称性を持つ。ヤン・ミルズ理論を基礎とする単純化されたトイモデルであり、現実の世界を記述するわけではないが、より複雑な理論へ挑戦する基礎を提供するので有益である。 この理論は、4つの超対称性によって関連付けられるボゾン場とフェルミオン場をもつ宇宙を記述する（超対称性は、ボゾン場とフェルミオン場の入れ替えによって理論の予言が不変であることを意味する）。N=4 超対称ヤン・ミルズ理論は、（ゲージ群の選択以外に自由パラメータがないので）最も単純な理論の一つで、数少ない 4次元の場の量子論のうちの一つである。重力を含まない最も対称性の高い理論と考えることができる。

## ラグランジアン
この理論のラグランジアンは、
{\displaystyle L=\operatorname {tr} \left\{-{\frac {1}{2g^{2}}}F_{\mu \nu }F^{\mu \nu }+{\frac {\theta _{I}}{8\pi ^{2}}}F_{\mu \nu }{\bar {F}}^{\mu \nu }-i{\overline {\lambda }}^{a}{\overline {\sigma }}^{\mu }D_{\mu }\lambda _{a}-D_{\mu }X^{i}D^{\mu }X^{i}+gC_{i}^{ab}\lambda _{a}[X^{i},\lambda _{b}]+g{\overline {C}}_{iab}{\overline {\lambda }}^{a}[X^{i},{\overline {\lambda }}^{b}]+{\frac {g^{2}}{2}}[X^{i},X^{j}]^{2}\right\}}
であり、ここに
{\displaystyle F_{\mu \nu }^{k}=\partial _{\mu }A_{\nu }^{k}-\partial _{\nu }A_{\mu }^{k}+f^{klm}A_{\mu }^{l}A_{\nu }^{m}}
であり、添字は i,j = 1, ..., 6 および a,b = 1, ..., 4 である。{\displaystyle f} は特定のゲージ群の群定数である。{\displaystyle C_{i}^{ab}} は 4つの超対称性を 回転するR-対称性群{\displaystyle SU(4)} の構造定数である。非繰り込み定理の帰結として、この超対称場の理論は実は超共形場理論である。

## 10次元ラグランジアン
上のラグランジアンは、より単純な 10次元ラグランジアン
{\displaystyle L=\operatorname {tr} \left\{{\frac {1}{g^{2}}}F_{IJ}F^{IJ}-i{\bar {\lambda }}\Gamma ^{I}D_{I}\lambda \right\}}
から始めることで理解することができる。ここに、I と J は 0 から 9 までを渡り、{\displaystyle \Gamma ^{I}} は 32 × 32 のガンマ行列{\displaystyle (32=2^{10/2})}である。4次元のラグランジアンはさらに位相項である {\displaystyle \theta _{I}} を加えることにより得ることができる。
i = 4 から 9 までのゲージ場の成分 {\displaystyle A_{i}} は、余剰次元をコンパクト化することでスカラーとなる。 これにより、SO(6) R-対称性を余剰次元での回転として解釈することができる。
T6 上へのコンパクト化により、全てのスーパーチャージ(supercharges)は保存され、4次元理論で N =4  を与える。この中で共形対称性を言うことは、超共形場理論(superconformal field theory)を構成するコンパクト化をも再現する。
理論のタイプIIB超弦理論での解釈は、D3-ブレーンが積み重なった配位でのワールドヴォリューム理論である。

## S-双対
結合定数 {\displaystyle \theta _{I}} と g は次の形で自然にペアをなす。
{\displaystyle \tau ={\frac {\theta }{2\pi }}+{\frac {4\pi i}{g^{2}}}.}
理論は{\displaystyle \tau }を整数だけシフトする対称性を持っている。S-双対予想(S-duality conjecture)は、群 G と G のラングランズ双対群を取り換えるような関係：{\displaystyle \tau \mapsto {\frac {-1}{n_{G}\tau }}} という対称性が存在することを言っている。

## AdS/CFT対応
この理論は、ホログラフィック原理の文脈でも重要である。AdS5 × S5 空間（5 次元球面と5次元 AdS 空間の直積)上のタイプIIB超弦理論と、AdS5 上の 4次元境界における N = 4 超対称ヤン・ミルズ理論の間には双対性がある。この双対性は、ホログラフィック原理を最もうまく実現していて、元々はヘーラルト・トホーフト(Gerard 't Hooft)に提案されレオナルド・サスカインド(Leonard Susskind)により改善され強調された量子重力理論のアイデアへ見通しをつけている。

## 可積分性
色の数が無限に大きくなると、振幅は {\displaystyle N^{2-2g}} のようにスケールするので、平面的グラフ（すなわち種数 0）の寄与のみが生き残る。詳細は、1/N展開を参照。
ベイサート(Beisert)たちは、レヴュー論文を書き、この状況下で局所作用素がどのようにして「スピン」チェーンの中のある状態を通して表現可能であるかを示した。そこでは通常のスピンの su(2) というよりももっと大きな超リー代数(Lie superalgebra)を基礎としている。これらはベーテ仮設(Bethe ansatz)のテクニックに従い、散乱振幅上の付随するヤンギアン(Yangian)の作用(action)をも構成する。
ニーマ・アルカニ＝ハメド(Nima Arkani-Hamed)たちは、この問題を研究し、ツイスター理論を使い、正のグラスマン多様体(Grassmannian)の言葉で記述することを発見した。 アンプリチュヘドロン(Amplituhedron)を参照。

## 11次元M-理論との関係
N=4 超対称ヤン・ミルズ理論は、より単純な 10次元理論より導出することができ、超重力理論や M-理論は、11次元に存在している。このつながりは、SYM のゲージ群 U(N) が {\displaystyle N\rightarrow \infty } につれて無限大となるとすると、行列モデルの理論として知られている 11次元理論と等価となる。

## 参照項目
- 6次元 (2,0)-超共形場理論
- 拡張超対称性（英語版）(Extended supersymmetry)